# OpenEmbedded
OpenEmbedded és un marc d'automatització de compilació i un entorn de compilació creuada utilitzat per crear distribucions de Linux per a dispositius incrustats. El marc OpenEmbedded és desenvolupat per la comunitat OpenEmbedded, que es va establir formalment l'any 2003. OpenEmbedded és el sistema de compilació recomanat del projecte Yocto, que és un grup de treball de la Fundació Linux que ajuda les empreses comercials en el desenvolupament de sistemes basats en Linux per a productes incrustats.
El sistema de compilació es basa en "receptes" de BitBake, que especifiquen com es construeix un paquet determinat, però també inclouen llistes de dependències i ubicacions de codi font, així com instruccions sobre com instal·lar i eliminar un paquet compilat. Les eines d'OpenEmbedded utilitzen aquestes receptes per obtenir i pegar el codi font, compilar i enllaçar binaris, produir paquets binaris (ipk, deb, rpm) i crear imatges d'arrencada.
Històricament, la col·lecció de receptes d'OpenEmbedded s'emmagatzemava en un únic repositori i les metadades s'estructuraven en una forma que ara s'anomena "OpenEmbedded-Classic". L'any 2010, s'havia fet cada cop més difícil gestionar el nombre cada cop més gran de receptes. Per resoldre això, les metadades de la recepta es van dividir en diverses capes. La capa més baixa, que inclou metadades independents de la plataforma i de la distribució, s'anomena "OpenEmbedded-Core". Les instruccions específiques de l'arquitectura, de l'aplicació i de la distribució s'apliquen a les capes de suport de destinació adequades que poden substituir o complementar les instruccions de les capes inferiors. A més, els canvis a les receptes de la capa central ara es gestionen amb un model d'extracció: en lloc de confirmar els seus canvis directament al dipòsit (com era el cas anterior), els desenvolupadors ara envien els seus pedaços a la llista de correu. Els pedaços, si s'aproven, es fusionen (treuen) per un responsable.
El marc OpenEmbedded es pot instal·lar i actualitzar automàticament mitjançant Git.